# 미국 육군 항공단

미국 육군 항공단(United States Army Air Corps, USAAC)은 1926년부터 1941년까지 운영되었던 미국 육군의 항공전 서비스 부문이다. 제1차 세계 대전 후 초기 비행은 점차 현대전의 중요한 일부로 간주되면서 더 전통적인 지상군병사와, 항공기가 충분히 이용되지 않고 있고 항공 운용이 효율성과 무관한 정치적 이유로 정체되어 있다고 생각하는 사람들 사이에 철학적 균열이 발생하였다. USAAC는 1926년 7월 2일 USAAS(United States Army Air Service)에서 이름을 바꾸면서 규모가 더 큰 미국 공군의 일부가 되었다. USAAC는 1941년 6월 20일 미국 육군 항공대(USAAF)가 되었다.

## 같이 보기
- 공군우주사령부